# Formilmetanofurano-tetraidrometanopterina N-formiltransferasi
La formilmetanofurano-tetraidrometanopterina N-formiltransferasi è un enzima appartenente alla classe delle transferasi, che catalizza la seguente reazione:
formilmetanofurano + 5,6,7,8-tetraidrometanopterina ⇄ metanofurano + 5-formil-5,6,7,8-tetraidrometanopterina
Il metanofurano è un complesso di furfurilammina sostituita in posizione 4 ed è coinvolto nella formazione del metano dalla CO2 in Methanobacterium thermoautotrophicum.